# Slušna koščica
Slušne koščice (lat. ossicula auditus) so tri koščice v srednjem ušesu: kladivce, nakovalce, stremence.
Gre za tri najmanjše kosti v človeškem telesu. Sodelujejo pri prenosu zvoka iz zračnega okolja v zunanjem ušesu v s tekočino zapolnjenega koščenega polža v notranjem ušesu. Zvočne vibracije, ki zadenejo ob bobnič, le-tega zanihajo in zvok se pretvori v mehanske vibracije, ki preko kladivca, nakovalca in stremenca prepotujejo srednje uho. Naposled plošča stremenca udari ob ovalno okence in od tam se vibracije prenesejo v notranje uho.

## Anatomija
Kladivce (lat. malleus), ki ima glavico, vrat, ročaj in dva odrastka (procesusa) ter je vpet med bobnič in nakovalce. Na bobnič je pričvrščen z ročajem (manubrijem), glavica pa se stika z nakovalcem. Vrat je del med ročajem in glavico in iz njega izhajata sprednji (anteriorni) in stranski (lateralni) odrastek.
Nakovalce (lat. incus) je sestavljeno iz treh delov: telesa ter kratkega in dolgega odrastka. Glavica nakovalca se stika z glavico kladivca. Na koncu dolgega odrastka se nahaja majhna regija, lečasti odrastek (lentikularni procesus), ki se stika z glavico stremenca. Kratki odrastek je pritrjen na steno bobnične votline.
Stremence (lat. stapes) je sestavljeno iz štirih delov: plošče, dveh krakov (sprednjega in zadajšnjega) in glavice. Glavica stremenca se stika z lečastim odrastkom nakovalca, plošča stremenca pa pokriva ovalno okence, odprtino v koščenem labirintu srednjega ušesa.

## Razvoj
V sedmem tednu razvoja zarodka se kot zgostitev embrionalnega tkiva prvega in drugega žrelnega loka pojavijo predhodne strukture bodočih slušnih koščic. V nadaljnjem razvoju se iz hrustanca zadajšnjega dela prvega žrelnega loka,
imenovanega Meckelov hrustanec, po okostenenju tvorita kladivce in nakovalce. Perihondrij hrustanca
oblikuje zgornjo vez kladivca in sfenomandibularno vez. Hrustanec zadajšnjega dela drugega žrelnega loka, imenovan Reichertov hrustanec, po okostenenju tvori stremence (in stiloidni odrastek senčnice). Razvijajoče se slušne koščice ostanejo obdane z embrionalnim tkivom do 8. meseca razvoja, le-to pa izgine v devetem mesecu razvoja v procesu programirane celične smrti. Gibanje
slušnih koščic se prične v drugem mesecu po rojstvu.